# Châteauneuf-de-Galaure
Pour les articles homonymes, voir Châteauneuf et Galaure (homonymie).
Châteauneuf-de-Galaure est une commune française située dans le département de la Drôme en région Auvergne-Rhône-Alpes.
Ses habitants sont dénommés les Castelneuvois.

## Géographie

### Localisation
Châteauneuf-de-Galaure se situe dans la Drôme des collines, dans la vallée de la Galaure, au carrefour entre la vallée du Rhône et les Chambarands, à moins de 60 km au sud de Lyon et environ 60 km à l'ouest de Grenoble (distances orthodromiques) et par la route à environ 25 kilomètres au nord-nord-ouest de Romans-sur-Isère et 15 kilomètres à l'est de Saint-Vallier.

### Relief et géologie
Sites particuliers :
- Combe de Chapeyse
- Combe de Charrière
- Combe de Chavoix
- Combe des Goutoules
- Combe des Mendailles
- Combe des Marrons
- Combe des Riviers
- Combe du Bal
- Combe du Ménétrier
- Combe Meurier
- Combe Pérouzet

### Hydrographie
La commune est arrosée par les cours d'eau suivants :
- la Galaure (affluent du Rhône)[3],[2] ;
- la Vermeille (affluent de la Galaure)[4]. Elle marque la limite avec la commune de Saint-Avit au sud[2] ;
- le Bancel (affluent du Rhône)[2].

### Climat
Pour des articles plus généraux, voir Climat d'Auvergne-Rhône-Alpes et Climat de la Drôme.
En 2010, le climat de la commune est de type climat du Bassin du Sud-Ouest, selon une étude du CNRS s'appuyant sur une série de données couvrant la période 1971-2000. En 2020, Météo-France publie une typologie des climats de la France métropolitaine dans laquelle la commune est dans une zone de transition entre le climat de montagne et le climat méditerranéen et est dans la région climatique  Moyenne vallée du Rhône, caractérisée par un bon ensoleillement en été (fraction d’insolation > 60 %), une forte amplitude thermique annuelle (4 à 20 °C), un air sec en toutes saisons, orageux en été, des vents forts (mistral), une pluviométrie élevée en automne (250 à 300 mm). 
Pour la période 1971-2000, la température annuelle moyenne est de 11,9 °C, avec une amplitude thermique annuelle de 17,7 °C. Le cumul annuel moyen de précipitations est de 911 mm, avec 8,5 jours de précipitations en janvier et 5,6 jours en juillet. Pour la période 1991-2020, la température moyenne annuelle observée sur la station météorologique de Météo-France la plus proche, sur la commune de Saint-Sorlin-en-Valloire à 6 km à vol d'oiseau, est de 13,0 °C et le cumul annuel moyen de précipitations est de 854,9 mm,. Pour l'avenir, les paramètres climatiques de la commune estimés pour 2050 selon différents scénarios d'émission de gaz à effet de serre sont consultables sur un site dédié publié par Météo-France en novembre 2022.

## Urbanisme

### Typologie
Au 1er janvier 2024, Châteauneuf-de-Galaure est catégorisée bourg rural, selon la nouvelle grille communale de densité à 7 niveaux définie par l'Insee en 2022.
Elle est située hors unité urbaine et hors attraction des villes,.

### Occupation des sols
L'occupation des sols de la commune, telle qu'elle ressort de la base de données européenne d’occupation biophysique des sols Corine Land Cover (CLC), est marquée par l'importance des territoires agricoles (76,8 % en 2018), en diminution par rapport à 1990 (78,7 %). La répartition détaillée en 2018 est la suivante : terres arables (54,6 %), forêts (18,3 %), zones agricoles hétérogènes (12,4 %), prairies (9,8 %), zones urbanisées (4,1 %), zones industrielles ou commerciales et réseaux de communication (0,8 %). L'évolution de l’occupation des sols de la commune et de ses infrastructures peut être observée sur les différentes représentations cartographiques du territoire : la carte de Cassini (XVIIIe siècle), la carte d'état-major (1820-1866) et les cartes ou photos aériennes de l'IGN pour la période actuelle (1950 à aujourd'hui).

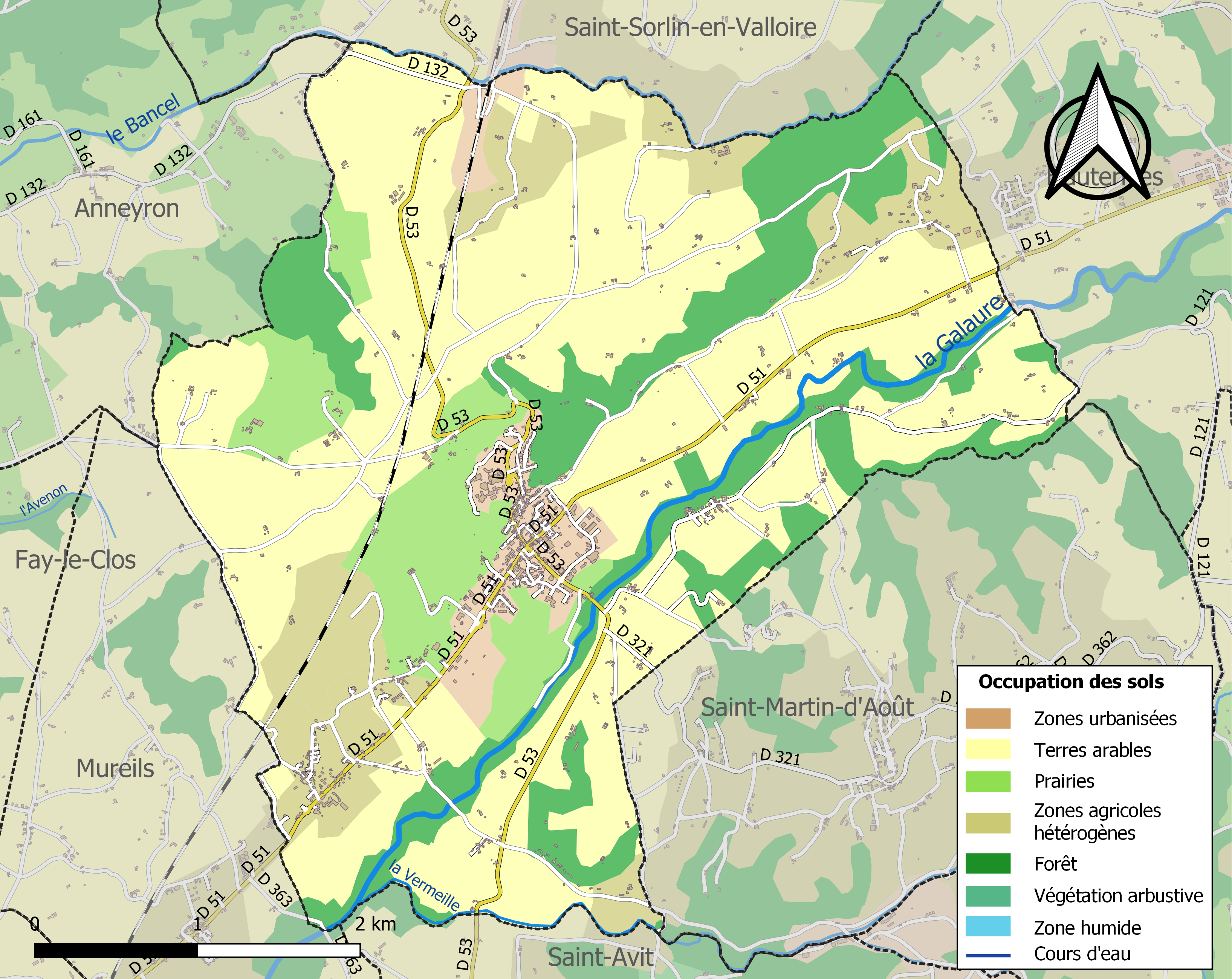
Carte des infrastructures et de l'occupation des sols de la commune en 2018 (CLC).

### Morphologie urbaine

#### Quartiers, hameaux et lieux-dits
Site Géoportail (carte IGN) :
- Bancel
- Baraton
- Bois de Merlin
- Bois des Moïlles
- Bois des Terres Blanches
- Chapeyse
- Chardon
- Charrière
- Chavoix
- Chevalières
- Chevillardière
- la Bouillodière
- la Fabrique
- la Ferrière
- la Plaine
- la Sie
- la Vermeille
- le Bal
- le Champ du Lac
- le Plomb
- le Ménétrier
- (le) Moulin de Treigneux
- les Airs
- les Belliers
- les Cèdres
- les Côtes
- les Doyâts
- les Figuets
- les Genthons
- les Granges de Treigneux
- les Hortes
- les Laurents
- les Marrons
- les Mendailles
- les Merlières
- les Mételles
- les Moïlles
- les Mottinots
- les Pierrelets
- les Riviers
- les Rois
- les Verts
- le Télégraphe
- Marcandière
- Merlin
- Pré Cossin
- Saint-Bonnet-de-Galaure

Anciens quartiers :
- les Airs est un quartier attesté en 1891[16].

### Voies de communication et transports
La route départementale 51 est sur un axe est-ouest dans la vallée de la Galaure de Saint-Vallier à Roybon (en Isère, alors départementale 20). Elle traverse le village en croisant la départementale 53 de l'axe nord-sud (Épinouze à Romans-sur-Isère).
La gare ferroviaire la plus proche est située à une quinzaine de kilomètres, à Saint-Vallier, sur la ligne régionale Lyon-Avignon dans la vallée du Rhône.

La gare de Valence TGV est à environ 30 km au sud de Châteauneuf-de-Galaure. Le tunnel de La Galaure de la LGV Rhône-Alpes est d'une longueur de 2 680 mètres.

### Risques naturels et technologiques

#### Risques sismiques
La commune de Châteauneuf-de-Galaure a été touchée par un tremblement de terre d’intensité V sur l’échelle MSK le 1er janvier 1937. Le séisme occasionne la chute de quelques cheminées.

## Toponymie

### Attestations
Dictionnaire topographique du département de la Drôme :
- 1241 : castrum Novum supra Gualauro (actes capitulaires de Vienne, 80).
- 1264 : castrum Castri Novi de Gualauro (choix de documents, 91).
- 1292 : castrum Novum juxta Galabrium (d'Hozier).
- 1341 : castrum Novum de Galabro (d'Hozier).
- 1343 : dominus Castri Novi de Galauro (choix de documents, 82).
- 1388 : castrum Novum Galabri (choix de documents, 91).
- 1520 : mention de la première paroisse (Châteauneuf-de-Galaure) : ecclesia Castri Novi Galabri (pouillé de Vienne).
- 1891 : Châteauneuf-de-Galaure, commune du canton de Saint-Vallier.

## Histoire
Pour un article plus général, voir Histoire de la Drôme.

### Antiquité: les Gallo-romains
Vestiges de constructions antiques, poteries et monnaies.

### Du Moyen Âge à la Révolution
La seigneurie :
- Fief de l'archevêché de Vienne.
- La terre appartient aux Moirans.
- 1369 : elle passe (par héritage) aux Montchenu, derniers seigneurs.

Le château des Montchenu fut le cadre d'une belle histoire romantique : Imbert de Bathernay, favori et confident de Louis XI, aperçut la belle Georgette de Montchenu sur la terrasse du château et en tomba amoureux. Imbert, éconduit par le père, fit enlever la belle par ses soldats et l'épousa avec son consentement. Dans la descendance d'Imbert et Georgette, on trouve la célèbre Diane de Poitiers.
Avant 1790, Châteauneuf-de-Galaure était une communauté de l'élection et subdélégation de Romans et du bailliage de Saint-Marcellin.

Elle formait deux paroisses du diocèse de Vienne, Châteauneuf-de-Galaure et Saint-Bonnet-de-Galaure. La première, dont l'église était dédiée à saint Jean, dépendait du prieur de Manthes qui y prenait la dîme et présentait à la cure.

#### Charrière
Dictionnaire topographique du département de la Drôme :
- XIVe siècle : prior de Cherreres Mantle (pouillé de Vienne).
- XVIe siècle : domus de Charrere (pouillé gén., 92).
- 1891 : Charrières, hameau, église et cimetière de la commune de Châteauneuf-de-Galaure.

Ancien prieuré de l'ordre de Saint-Benoît (filiation de Cluny) sous le vocable de Saint-Pierre. Il est uni en 1456 à celui de Manthes duquel il dépendait, et dont les bâtiments furent alors convertis en un couvent de Cordeliers qui a subsisté jusqu'à la Révolution.
L'église paroissiale de Châteauneuf-de-Galaure fut vraisemblablement, et pendant longtemps, celle du couvent des cordeliers de Charrière.

#### Saint-Bonnet-de-Galaure
Dictionnaire topographique du département de la Drôme :
- 1139 : prioratus Sancti Bonili (cartulaire de Grenoble, 268).
- 1289 : Sanctus Bonetus de Galabro (cartulaire de Grenoble, 268).
- XIVe siècle : prioratus Sancti Boneti Galabri (pouillé de Vienne).
- 1788 : Saint Bonet de Galaure (alman. du Dauphiné).
- 1891 : Saint-Bonnet, village, chef-lieu de la commune de Châteauneuf-de-Galaure.

Avant 1790, Saint-Bonnet-de-Galaure était une paroisse du diocèse de Vienne et de la communauté de Châteauneuf-de-Galaure. Son église était celle d'un prieuré d'augustins qui, dépendant tout d'abord de celui de Saint-Donat, lui fut ensuite uni, et dont le titulaire était collateur et décimateur dans cette paroisse. L'église de Saint-Bonnet avait alors pour annexe celle de Mureils.

### De la Révolution à nos jours
En 1790, Châteauneuf-de-Galaure devient le chef-lieu d'un canton du district de Romans, comprenant Châteauneuf-de-Galaure, Montchenu, Mureils, Saint-Martin-d'Août et Saint-Avit. La réorganisation de l'an VIII (1799-1800) en fait une simple commune du canton de Saint-Vallier.
Le village est surtout connu grâce à la mystique Marthe Robin (1902-1981) qui y fonda les Foyers de Charité.

## Politique et administration

### Administration municipale
Le nombre d'habitants au dernier recensement étant compris entre 1 500 et 2 499, le nombre de membres du conseil municipal est de 19.
À la suite des élections municipales françaises de 2020, le conseil municipal est composé de quatre adjoints et de quatorze conseillers municipaux[source insuffisante].

### Liste des maires
| Période                                                                      | Période                       | Identité                          | Étiquette | Qualité                                              |
| ---------------------------------------------------------------------------- | ----------------------------- | --------------------------------- | --------- | ---------------------------------------------------- |
| Les données manquantes sont à compléter. : de la Révolution au Second Empire |                               |                                   |           |                                                      |
| 1790                                                                         | 1871                          | ?                                 |           |                                                      |
| Les données manquantes sont à compléter. : depuis la fin du Second Empire    |                               |                                   |           |                                                      |
| 1871                                                                         | 1874                          | ?                                 |           |                                                      |
| 1874                                                                         | 1878                          | ?                                 |           |                                                      |
| 1878                                                                         | 1884                          | ?                                 |           |                                                      |
| 1884                                                                         | 1888                          | ?                                 |           |                                                      |
| 1888                                                                         | 1892                          | ?                                 |           |                                                      |
| 1892                                                                         | 1896                          | ?                                 |           |                                                      |
| 1896                                                                         | 1900                          | ?                                 |           |                                                      |
| 1900                                                                         | 1904                          | ?                                 |           |                                                      |
| 1904                                                                         | 1908                          | ?                                 |           |                                                      |
| 1908                                                                         | 1912                          | ?                                 |           |                                                      |
| 1912                                                                         | 1919                          | ?                                 |           |                                                      |
| 1919                                                                         | 1925                          | ?                                 |           |                                                      |
| 1925                                                                         | 1929                          | ?                                 |           |                                                      |
| 1929                                                                         | 1935                          | ?                                 |           |                                                      |
| 1935                                                                         | 1945                          | ?                                 |           |                                                      |
| 1945                                                                         | 1947                          | ?                                 |           |                                                      |
| 1947                                                                         | 1953                          | ?                                 |           |                                                      |
| 1953                                                                         | 1959                          | ?                                 |           |                                                      |
| 1959                                                                         | 1965                          | ?                                 |           |                                                      |
| 1965                                                                         | 1971                          | ?                                 |           |                                                      |
| 1971                                                                         | 1977                          | ?                                 |           |                                                      |
| 1977                                                                         | 1983                          | ?                                 |           |                                                      |
| 1983                                                                         | 1995                          | René Martel                       |           |                                                      |
| 1995                                                                         | 2008                          | Michel Andolfatto                 | DVD       | président de la communauté de communes de la Galaure |
| 2008                                                                         | 2020                          | Alain Mabilon                     | DVG       | retraité                                             |
| 2020                                                                         | En cours (au 30 janvier 2021) | Raphael Brun[source insuffisante] |           |                                                      |

### Politique environnementale

#### Espaces verts et fleurissement
En 2014, la commune obtient le niveau « une fleur » au concours des villes et villages fleuris.

## Population et société

### Démographie
L'évolution du nombre d'habitants est connue à travers les recensements de la population effectués dans la commune depuis 1793. Pour les communes de moins de 10 000 habitants, une enquête de recensement portant sur toute la population est réalisée tous les cinq ans, les populations de référence des années intermédiaires étant quant à elles estimées par interpolation ou extrapolation. Pour la commune, le premier recensement exhaustif entrant dans le cadre du nouveau dispositif a été réalisé en 2006.

En 2022, la commune comptait 1 807 habitants, en évolution de +0,84 % par rapport à 2016 (Drôme : +2,64 %, France hors Mayotte : +2,11 %).
| 1793 | 1800  | 1806 | 1821  | 1831  | 1836  | 1841  | 1846  | 1851  |
| ---- | ----- | ---- | ----- | ----- | ----- | ----- | ----- | ----- |
| 959  | 1 044 | 907  | 1 072 | 1 203 | 1 230 | 1 233 | 1 260 | 1 301 |

| 1856  | 1861  | 1866  | 1872  | 1876  | 1881  | 1886  | 1891  | 1896  |
| ----- | ----- | ----- | ----- | ----- | ----- | ----- | ----- | ----- |
| 1 267 | 1 323 | 1 350 | 1 271 | 1 310 | 1 317 | 1 310 | 1 340 | 1 332 |

| 1901  | 1906  | 1911  | 1921  | 1926  | 1931  | 1936  | 1946  | 1954  |
| ----- | ----- | ----- | ----- | ----- | ----- | ----- | ----- | ----- |
| 1 271 | 1 222 | 1 233 | 1 164 | 1 148 | 1 107 | 1 076 | 1 158 | 1 212 |

| 1962  | 1968  | 1975  | 1982  | 1990  | 1999  | 2006  | 2011  | 2016  |
| ----- | ----- | ----- | ----- | ----- | ----- | ----- | ----- | ----- |
| 1 182 | 1 153 | 1 153 | 1 252 | 1 246 | 1 276 | 1 481 | 1 588 | 1 792 |

| 2021  | 2022  | - | - | - | - | - | - | - |
| ----- | ----- | - | - | - | - | - | - | - |
| 1 817 | 1 807 | - | - | - | - | - | - | - |

C'est la commune de la Drôme avec le plus fort taux de population comptée à part en 2006 selon l'Insee, avec 25,1 % (497 personnes pour une population totale de 1978 habitants). Ceci est dû à la présence des internats des établissements privés.

### Enseignement
La commune relève de l’académie de Grenoble.
- École primaire publique[33].
- Écoles privées des foyers de charité : primaire, collège et lycée pour les filles (à Châteauneuf-de-Galaure), collège et lycée pour les garçons (à Saint-Bonnet de Galaure), école mixte les Mandailles[34].

### Santé
- Quatre médecins[réf. nécessaire].
- Podologue / podologue du sport[réf. nécessaire].
- Sage-femme[réf. nécessaire].
- Ostéopathes[réf. nécessaire].
- Psychologue[réf. nécessaire].
- Orthophonistes[réf. nécessaire].
- Infirmières[réf. nécessaire].
- Cabinet dentaire[réf. nécessaire].
- Kinésithérapeutes[réf. nécessaire].
- Pharmacie[réf. nécessaire].
- Ambulances[réf. nécessaire].

### Manifestations culturelles et festivités
- Concerts et spectacles (en saison) à Charrière : chaque année plusieurs concerts et spectacles animent la saison estivale de l'ensemble conventuel de Charrière[35].
- Fête patronale : le dimanche suivant le 15 août[21].
- Fête communale : le premier dimanche d'octobre[21].

### Loisirs
- Randonnées[21].
- Pêche et chasse[21].

### Sports
- Centre équestre[réf. nécessaire].

### Médias
La population de la commune se situe dans l'aire de diffusion de plusieurs médias :
- Presse écrite
  - Le Dauphiné libéré, quotidien régional qui consacre, chaque jour, y compris le dimanche, dans son édition de « Romans et Drôme des collines » un ou plusieurs articles à l'actualité du canton et de la commune, ainsi que des informations sur les éventuelles manifestations locales, les travaux routiers, et autres événements divers à caractère local.
  - L'Impartial de la Drôme, hebdomadaire régional. Le journal retrace chaque semaine les événements économiques, politiques, associatifs, culturels et sportifs de la vie locale et régionale.
  - L'Agriculture Drômoise, journal d'informations agricoles et rurales, couvre l'ensemble du département de la Drôme.
  - Drôme Hebdo (ancien Peuple Libre), hebdomadaire chrétien d'informations.
- Presse audio-visuelle
  - Ici Drôme Ardèche est une radio publique diffusée sur son territoire et dans celui du département de la Drôme.

### Cultes
La communauté catholique est desservie par la paroisse « Saint-Joseph de la Galaure ».

## Économie

### Agriculture
En 1992 : céréales, vignes, pâturages, bovins, caprins, porcins.
- Marché : le mercredi[21].

### Tourisme
- Vallée de la Galaure[21].
- Station climatique d'été[21].

## Culture locale et patrimoine

### Lieux et monuments
- Vestiges de château des Montchenu, construit au XIe ou XIIe siècle sur la hauteur du village, englobés dans les bâtiments modernes du Foyer de Charité[37]. : piles du portail du XVe siècle, quelques machicoulis, portail Louis XV (qui commandait l'entrée du château)[38].
- Fondations d'un donjon (retrouvées en 1833) sous l'emplacement de l'église actuelle[réf. nécessaire].
- Maisons construites en galets[39].
- Église du XIXe siècle (au bourg)[21] : église Saint-Jean qui a remplacé l'ancienne chapelle du château devenue trop exiguë[38].

Autres :
- Le château des Rois où Charles IX dormit une nuit vers 1565 lors de son grand tour de France.
- La ferme Robin, maison natale de Marthe Robin, située dans le hameau des Moillés à 2 km de Châteauneuf-de-Galaure[réf. nécessaire].

#### La Merlière
La Merlière, ferme fortifiée du XVIe siècle à la sortie du village, a gardé son caractère de maison bourgeoise rurale avec ses ouvertures à meneaux et ses dépendances bien conservées : le pigeonnier domine le « tinal » (local où l'on faisait le vin) équipé d'un pressoir et de très grandes cuves en bois d'époque, mur de soutènement avec ses contreforts, mur de protection avec ouvertures d'accès à des baumes taillées sous la colline, majestueux escalier avec balustrade et de magnifiques plafonds à la française. Les constructions sont faites de galets, molasse et chaux. L'activité de la Merlière était la polyculture avec l'élevage du mouton et du ver à soie et la viticulture[réf. nécessaire].

#### Charrière
Charrière possède une église de style gothique flamboyant (XVe siècle) et son couvent (XVIe siècle). L'histoire connue débute au XIVe siècle. D'abord bénédictine (elle dépend de l'abbaye de Cluny), l'église fut cédée aux franciscains en 1456. L'édifice semble en ruine à l'époque.  Ils y restèrent jusqu'à la Révolution avec l'aide financière et sécuritaire des Montchenu. L'église est dotée d'un porche gothique. Elle compte encore les restes de peinture du tympan et la porte de la fin du XVe siècle. Si le mur nord de l'église date d'avant 1350, elle a subi de nombreuses modifications. Avec des assises du dernier quart du XVe siècle, la chapelle est de style gothique flamboyant. Les murs sud et nord sont ornés de peintures murales représentant la vie de saint François, tandis que la voûte du chœur sera achevée en 1680. L'église et le couvent qui comptait environ une quinzaine de moines sont vendus comme biens nationaux après la Révolution. Rachetée en 1833 puis réparée, l'église est donnée à la commune. Elle sert à nouveau jusqu'en 1850, le village inaugurant sa nouvelle église. Saint-Pierre de Charrière est finalement vendue en 1906 lors de la Séparation de l'Église et de l'État, avant que la commune ne la rachète en 1993. Depuis, l'association du « Patrimoine Castelneuvois » a entrepris la restauration de l'édifice comprenant plus de 1 000 mètres carrés de bâtiments[réf. nécessaire].

#### Saint-Bonnet de Galaure
- Restes d'une église détruite par les Sarrazins en 880 puis reconstruite au Xe siècle, appartenant au prieuré des augustins. Elle est remplacée par l'église actuelle construite en 1886, récemment rénovée et servant actuellement pour les préparations au baptême. Les foyers de charité ont racheté l'intégralité de l'église, mais pas le parvis, ce qui condamne la porte principale[réf. nécessaire].
- Église du XIXe siècle (à Saint-Bonnet)[21].

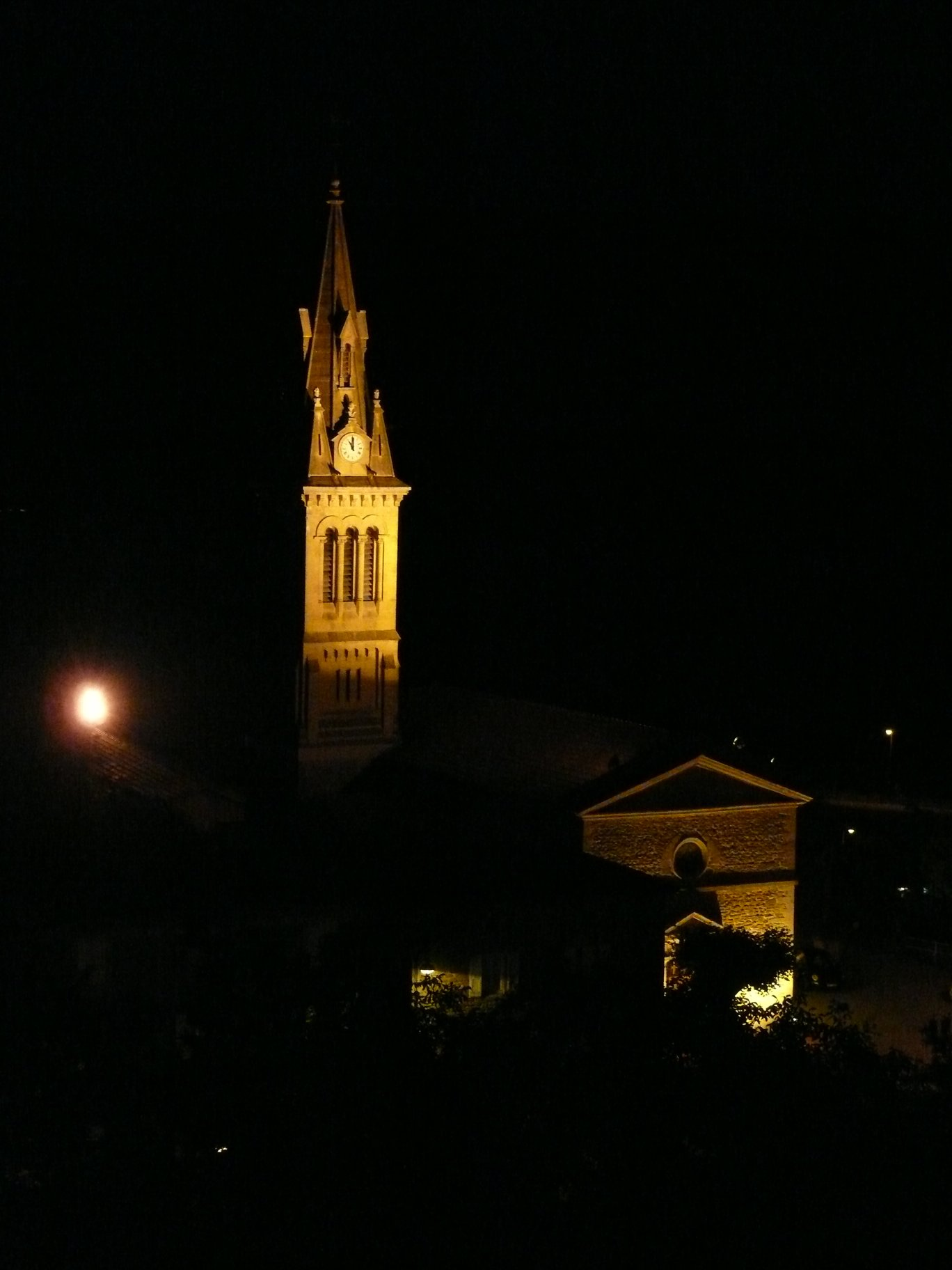
L'église Saint-Jean.
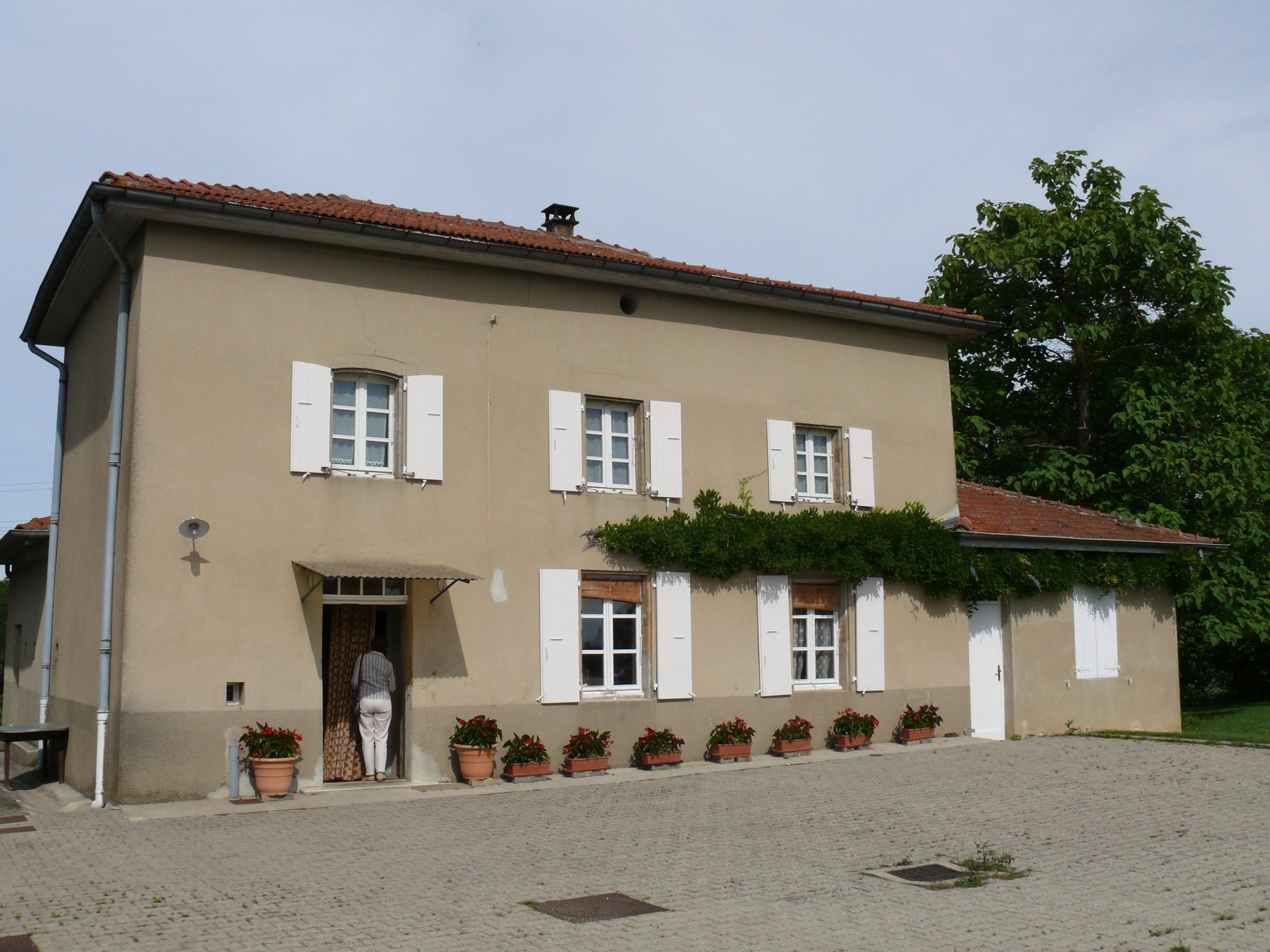
La ferme Robin.
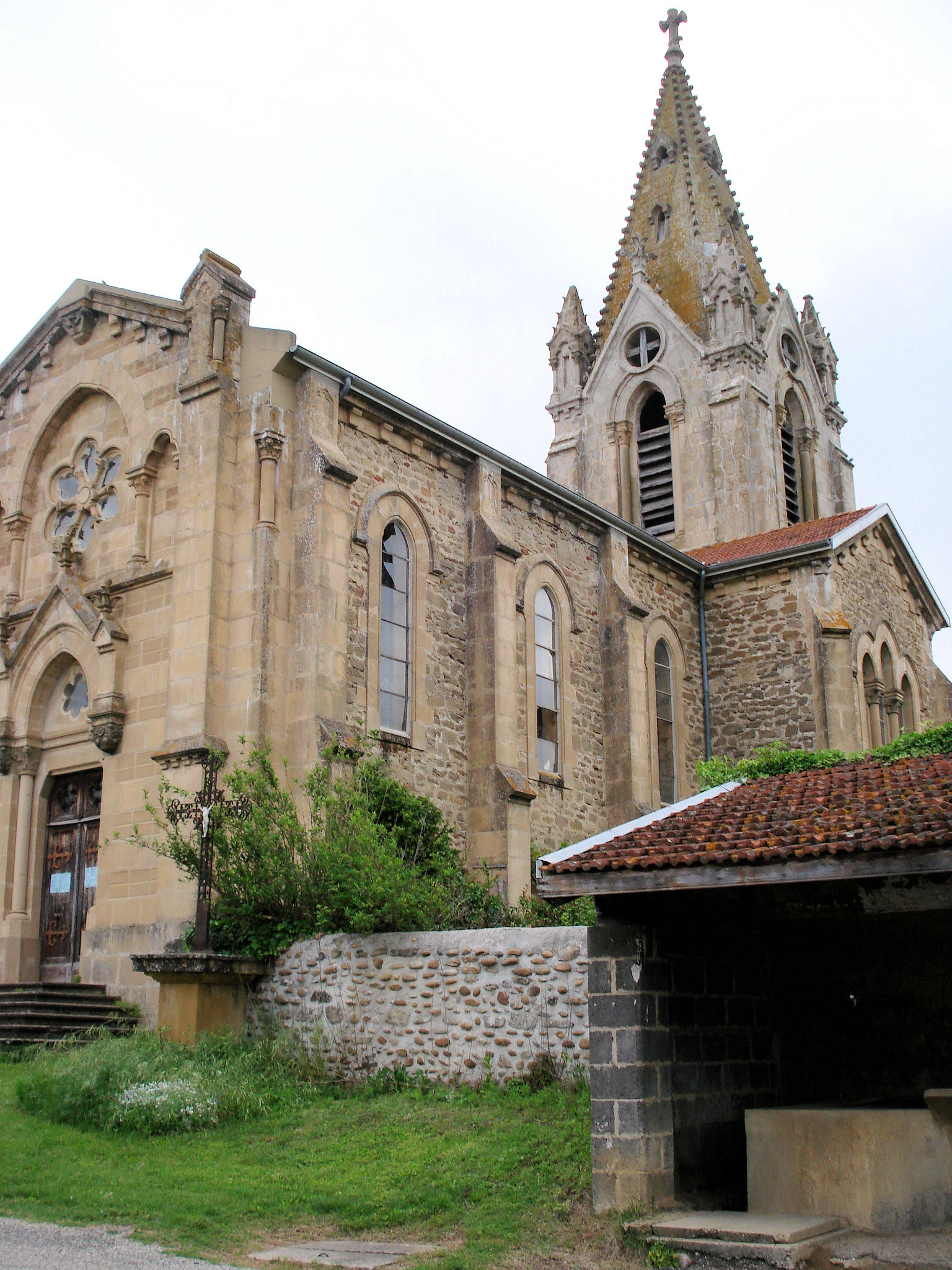
L'église de Saint-Bonnet de Galaure.
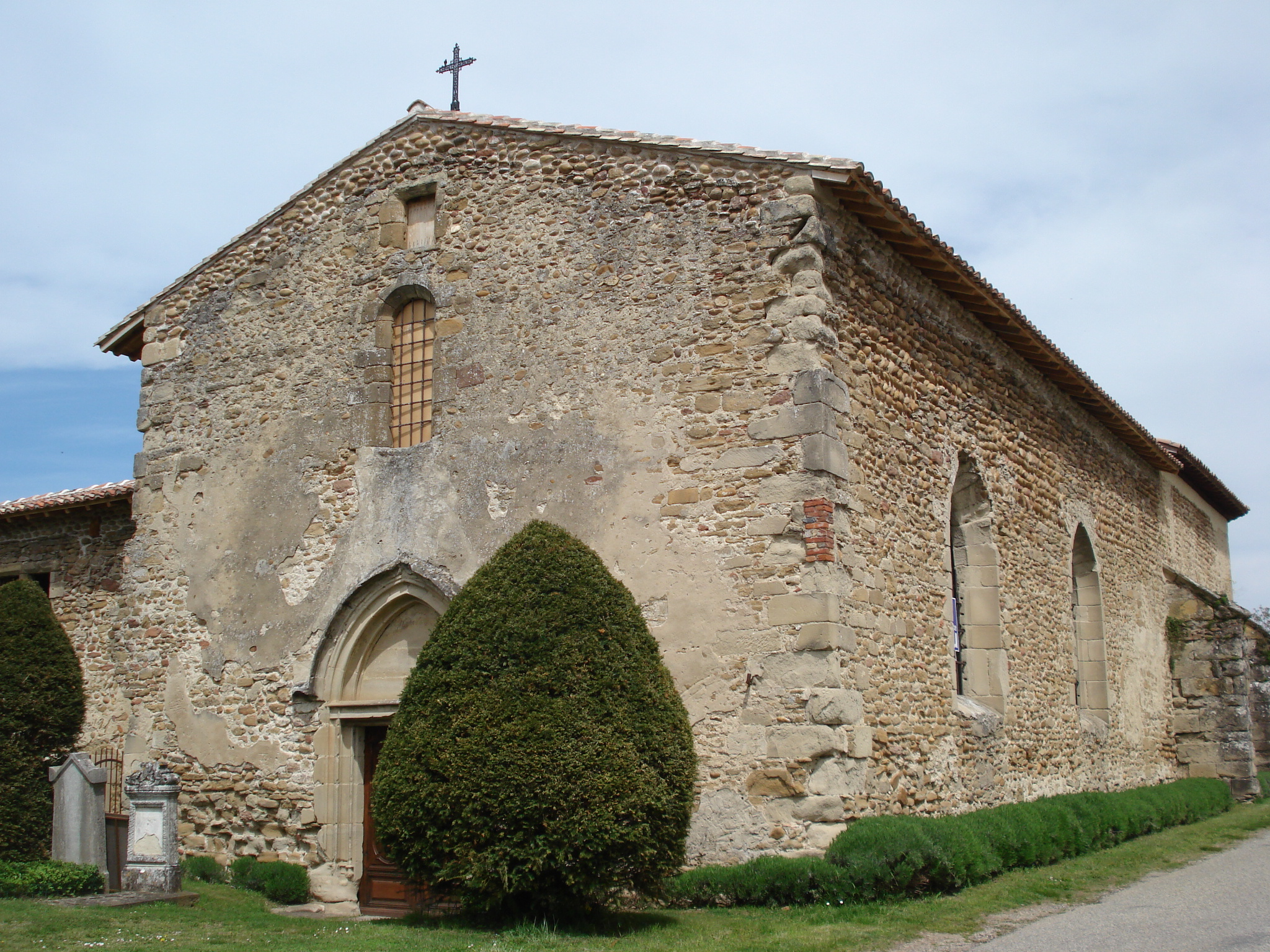
L'église de Charrière.

### Personnalités liées à la commune
- L'abbé Georges Finet (1898-1990) : directeur de conscience de Marthe Robin[réf. nécessaire].
- Marthe Robin (1902-1981) : mystique catholique, fondatrice des Foyers de Charité.
- Anne Pierjean (1921-2003) : écrivain. Une école de Crest porte son nom[40].

### Héraldique, logotype et devise
| Armes de Châteauneuf-de-Galaure | Les armes de Châteauneuf-de-Galaure se blasonnent ainsi : D'azur à une fasce d'or, accompagnée en chef de deux croisettes d'argent et en pointe d'une étoile d'or.. |